# Gmina Inowrocław
Gmina Inowrocław là một gmina nông thôn (khu hành chính) ở quận Inowrocław, Kuyavian-Pomeranian Voivodeship, ở phía bắc miền trung Ba Lan. Khu vực hành chính của nó là thị trấn Inowrocław, mặc dù thị trấn không phải là một phần của lãnh thổ của gmina.
Gmina có diện tích 171,05 kilômét vuông (66,0 dặm vuông Anh) và tính đến năm 2006, tổng dân số của nó là 11.106 người.

## Làng
Gmina Inowroclaw bao gồm các làng và các khu định cư như Balczewo, Balin, Batkowo, Borkowo, Cieślin, Czyste, Dulsk, Dziennice, Gnojno, Góra, Jacewo, Jaksice, Jaksiczki, Jaronty, Karczyn-Wies, Kłopot, Komaszyce, Kruśliwiec, Krusza Duchowna, Krusza Podlotowa, Krusza Zamkowa, Łąkocin, Latkowo, Łojewo, Marcinkowo, Marulewy, Miechowice, Mimowola, Olszewice, Oporówek, Orłowo, Ostrowo Krzyckie, Piotrkowice, Pławin, Pławinek, Popowice, Radłówek, Sikorowo, Sławęcin, Sławęcinek, Słońsko, Sójkowo, Stefanowo, Strzemkowo, Trzaski, Tupadły, Turlejewo, Turzany, Witowy và alinowo.

## Gmina lân cận
Gmina Inowrocław giáp với thị trấn Inowrocław và với các gmina khác như Dąbrowa Biskupia, Gniewkowo, Janikowo, Kruszwica, Pakość, Rojewo, Strzelno và Złotniki.